# Пясечно (Бартошицький повіт)
Пясечно (пол. Piaseczno, нім. Sieslack) — село в Польщі, у гміні Гурово-Ілавецьке Бартошицького повіту Вармінсько-Мазурського воєводства.
Населення — 59 осіб (2011).

## Демографія
Демографічна структура станом на 31 березня 2011 року:
|          | Загалом | Допрацездатний вік | Працездатний вік | Постпрацездатний вік |
| -------- | ------- | ------------------ | ---------------- | -------------------- |
| Чоловіки | 35      | 8                  | 24               | 3                    |
| Жінки    | 24      | 7                  | 15               | 2                    |
| Разом    | 59      | 15                 | 39               | 5                    |